# 더스트 재킷

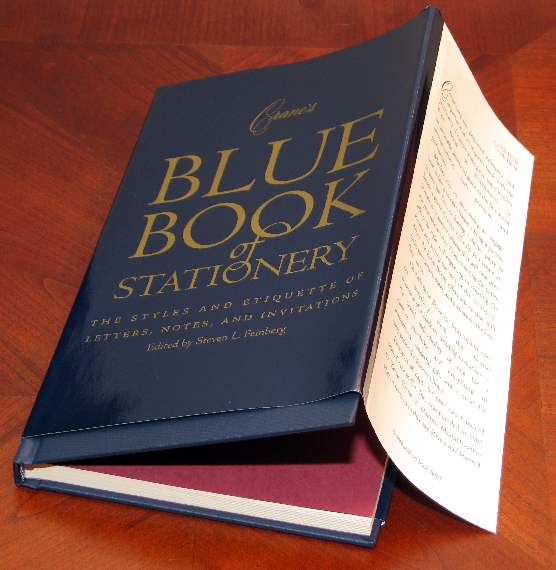

더스트 재킷(dust jacket, 북 재킷, 더스트 래퍼 또는 더스트 커버)은 책에서 분리 가능한 외부 커버로, 일반적으로 종이로 만들어지고 텍스트와 그림이 인쇄된다. 이 외부 덮개에는 책 표지의 앞면과 뒷면에 고정하는 접힌 덮개가 있다.
더스트 재킷은 원래 단순한 제본 위에 표지 정보를 표시했는데 당시에는 제본에 직접 인쇄할 수 없었다. 더스트 재킷의 역할은 이러한 정보를 제본에 직접 인쇄하는 최신 하드커버 인쇄 기술로 대체되었다.
현대식 더스트 커버는 여전히 판촉 자료를 표시하고 책이 손상되지 않도록 보호하는 역할을 한다. 더스트 커버의 후면 패널 또는 플랩에는 저자에 대한 전기 정보, 출판사의 책 요약(홍보라고 함) 또는 책 주제 영역의 유명인이나 권위자의 비판적인 칭찬이 인쇄되어 있다. 더스트 재킷의 정보는 종종 바인딩의 정보와 유사하지만 에디션에 대한 추가 프로모션이 있을 수 있으며 플랩의 정보는 일반적으로 바인딩에 복사되지 않는다.
먼지 재킷은 책 표지가 손상되지 않도록 보호한다. 그러나 그 자체가 상대적으로 훼손되기 쉽고 더스트 재킷은 실용적이고 심미적이며 때로는 재정적 가치가 있기 때문에 재킷은 특히 책이 도서관 책인 경우 일반적으로 투명한 다른 재킷으로 포장될 수 있다.

## 같이 보기
- 표지 (책)
- 책 디자인